# Chenillé-Champteussé
Chenillé-Champteussé község Franciaország Loire mente régiójában, Maine-et-Loire megyében. Új községként 2016. január 1-jén jött létre Chenillé-Changé és Champteussé-sur-Baconne község egyesítésével. Lakosainak száma 341 fő (2022. január 1.).

## Népesség
| Lakosok száma | 351  | 345  | 342  | 342  | 341  | 341  |
|               | 2017 | 2018 | 2019 | 2020 | 2021 | 2022 |